# Reinhard Gehlen
Reinhard Gehlen (Erfurt, 3 aprile 1902 – Berg, 8 giugno 1979) è stato un generale tedesco.
È stato il Generalmajor della Wehrmacht che durante la seconda guerra mondiale ha ricoperto il ruolo di capo dei servizi segreti sul fronte orientale.

## Biografia
Reclutato nel secondo dopoguerra dalle forze armate degli Stati Uniti d'America al fine di organizzare una rete di spionaggio contro l'Unione Sovietica, fu a capo dei servizi d'informazione della Germania Ovest fino alla fine degli anni sessanta. La sua organizzazione, il Bundesnachrichtendienst (BND), era volta alla canalizzazione d'informazioni riguardanti le nazioni allora aderenti al Patto di Varsavia ad uso dell'intelligence della NATO.
Al tempo stesso l'organizzazione svolgeva compiti d'infiltrazione nei paesi della cortina di ferro al fine di fomentare e sostenere movimenti di rivolta che opponessero il controllo sovietico. Gehlen lavorava in stretta collaborazione con la CIA. La BND forniva 'il personale' e la seconda i mezzi: fondi, macchinari, dotazioni, eccetera.

### Operazioni
In una delle operazioni più fortunate, "Operation Sunrise", l'organizzazione riuscì ad infiltrare circa 5000 agenti anticomunisti di discendenza Est-europea nel blocco orientale. Gli agenti venivano a tal fine preparati in un campo d'addestramento specifico ad Oberammergau. Altre azioni non furono di altrettanto successo per via della presenza di 'talpe' all'interno dell'organizzazione e dei servizi segreti americano (CIA) ed inglesi (MI5) e MI6 in particolare Harold "Kim" Philby.

### Successi
L'organizzazione fu autrice della scoperta del reparto segreto russo dello SMERŠ e collaborò al Berlin Tunnel nella costruzione di un tunnel clandestino al di sotto del Muro di Berlino al fine di monitorare le comunicazioni tra Unione Sovietica e Germania Est.

### Collaboratori
Si suppone, senza supporto documentale, che all'interno dell'organizzazione lavorassero anche ex criminali di guerra nazisti e si sospetta abbia avuto un ruolo chiave nella fuga di molti appartenenti all'organizzazione nazista verso il Sud America alla fine della guerra fornendo documenti falsi e passaporti a uomini delle SS in fuga dalla Germania occupata dagli Alleati (vedi ODESSA che però era composta da ex SS).

### Organizzazione Gehlen
Reinhard Gehlen, capo del servizio segreto tedesco nell'URSS, scappò negli Stati Uniti nel 1945, con l'aiuto di Allen Welsh Dulles, Direttore dell'Office of Strategic Services (OSS) in Europa, offrendo in cambio 52 casse piene di dossier e documenti che aveva accumulato nei molti anni in cui aveva fatto parte dello spionaggio nazista contro l'Unione Sovietica e contro i comunisti italiani e francesi in Russia. L'OSS lo mise a capo dell'operazione Rusty, a Oberursel, atta a organizzare un gruppo di spionaggio nell'Unione Sovietica, che poi fu chiamato "Organizzazione Gehlen".
Nel 1947 l'organizzazione si era talmente sviluppata che le fu assegnata una nuova sede a Pullach, nei dintorni di Monaco, in una villa appartenuta a Martin Bormann. I tedeschi reclutati a Oberursel e Pullach agivano assieme agli uomini del servizio segreto americano. Il generale Gehlen guadagnava 1 milione di dollari l'anno. Odiata e temuta per la sua efficacia, fu oggetto di una massiccia campagna di disinformazione. Tra gli agenti vennero infiltrati doppiogiochisti che procedevano fuori controllo e nel 1948, le spie furono prese in carico direttamente dalla CIA.

### Pensione e morte
Si ritirò nel 1968 come funzionario della Germania Ovest, classificato come Ministerialdirektor, un grado senior con una generosa pensione.
Morì a Berg nell'Alta Baviera, nel 1979, all'età di 77 anni.